# Bell 206
Bell 206 je označení pro rodinu lehkých víceúčelových vrtulníků, které existují jak v jedno-, tak ve dvoumotorovém provedení. Vrtulníky vyrábí společnost Bell Helicopter Textron ve výrobním závodě v kanadském Mirabelu v Québecu. Původně byl vyvinut model Bell YOH-4 pro letecký program Spojených států a Bell 206 se měl stát jeho následovníkem určeným pro vojenské účely. S přebudovaným drakem se vrtulníky Bell 206 začaly úspěšně prodávat i pro komerční účely jako pětimístný Bell 206A JetRanger. Pro vojenské účely nakonec vzniknul z modelu Bell 206 vrtulník Bell OH-58 Kiowa. Společnost Bell představila později prodlouženou sedmimístnou verzi s označením LongRanger, která začala být později dodávána i jako dvoumotorová s označením TwinRanger, zatímco společnost Tridair Helicopters označila podobný dvoumotorový vrtulník jako Gemini ST. Označení strojů Bell 206 podle ICAO je v leteckých plánech BO6 pro JetRanger a LongRanger a BO6T pro TwinRanger.

## Vývoj

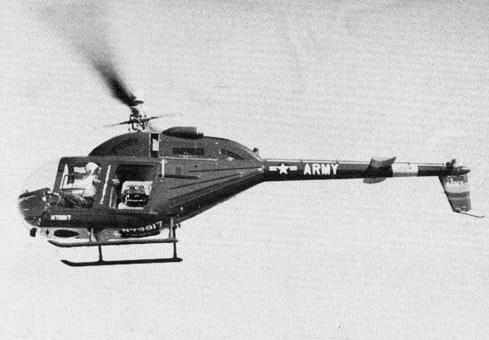
Bell YOH-4A

Dne 14. října 1960 americké námořnictvo vyzvalo 25 výrobců vrtulníků k podání nabídky k dodání lehkých pozorovacích vrtulníků. Do soutěže se přihlásily letecké společnosti jako Bell, Hiller Aircraft, nebo Hughes Helicopters. Bell podal nabídku vrtulníku YHO-4. Dne 19. května 1961 byly vybrány projekty společností Bell a Hiller Aircraft.
Společnost Bell vytvořila nový model YOH-4A, který se stal faktickým předchůdcem modelu 206. V roce 1962 bylo postaveno pět prototypů, které byly určeny k vojenskému testování a zkušebním letům. První prototyp vzlétl 8. prosince 1962. Stroje Bell YOH-4A byly v porovnání s vrtulníky jiných výrobců často označovány jako „ošklivá káčátka“. V soutěži byl nakonec v květnu 1965 vybrán model Hughes OH-6 Cayuse.
Poté, co nebyl model YOH-4A vybrán v soutěži pro vojenské účely, hledala společnost Bell cestu, jak vyřešit problém s letadly dodávanými pro komerční účely. Kromě problému se vzhledem byl problém také ve velikosti nákladového prostoru. V zadní části vrtulníku bylo možno přepravovat maximálně tři pasažéry. Řešením bylo přebudovat trup vrtulníku, který by byl v porovnání s modelem YOH-4A více elegantní a měl nákladový prostor alespoň o velikosti 0,45 m3. Nový přebudovaný stroj byl označen jako 206A a prezident Bellu, Edwin J. Ducayet, jej označil jako JetRanger a naznačil nový směr vývoje vrtulníků u Bellu od dob modelu Bell 47J Ranger.

### 206L LongRanger

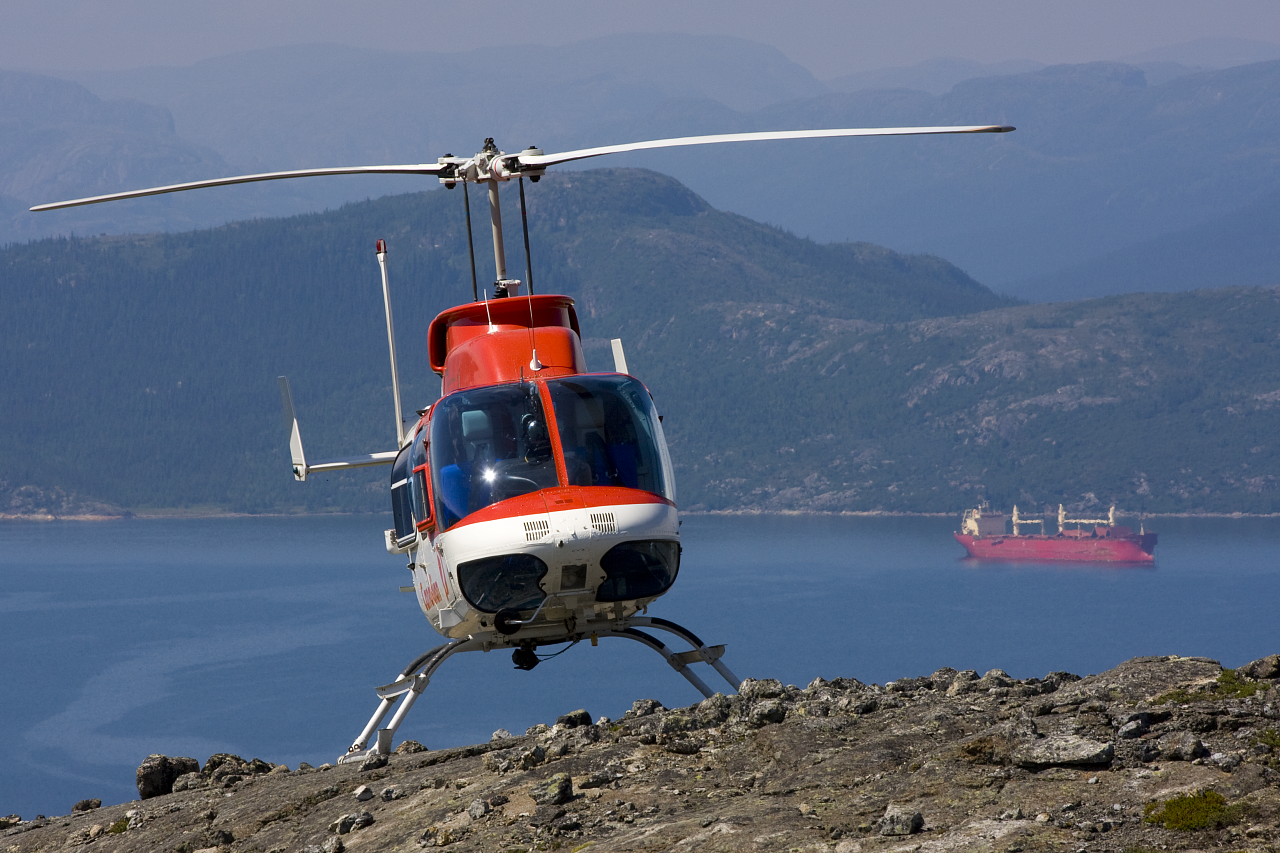
Kanadský vrtulník Bell 206B Jet Ranger na poloostrově Labrador. V pozadí loď na sypký náklad MV Umiak I.

Model 206L LongRanger je dlouhá varianta standardního modelu 206, která je prodloužená o 730 mm a nabízí sedm míst pro přepravu pasažérů. Od prvního představení LongRangerů v roce 1975 vyrobil Bell více než 1700 kusů všech variant a typů. V roce 1981 byla představená také vojenská varianta, která nesla označení TexasRanger. Původní verze 206L využívala turbohřídelový motor Allison 250-C20B, ale každá novější verze disponovala výkonnějším motorem. Verze 206L-1 měla motor 250-C28, v novější verzích 206L-3 a 206L-4 byl motor 250-C30P.
V roce 2007 oznámila společnost Bell informace o novém programu modernizace variant 206L-1 a 206L-3, které využívají prvky z modernější verze 206L-4. Modernizované varianty jsou označeny jako 206L-1+ a 206L-3+. Změny se týkají především posílením některých konstrukčních prvků draku letadla a modernějšími výkonnějšími motory, které zvýšily maximální vzletovou hmotnost. 24. ledna 2008 oznámila společnost Bell Helicopter Textron plány na ukončení výroby varianty 206B-3.

### Gemini ST a TwinRanger

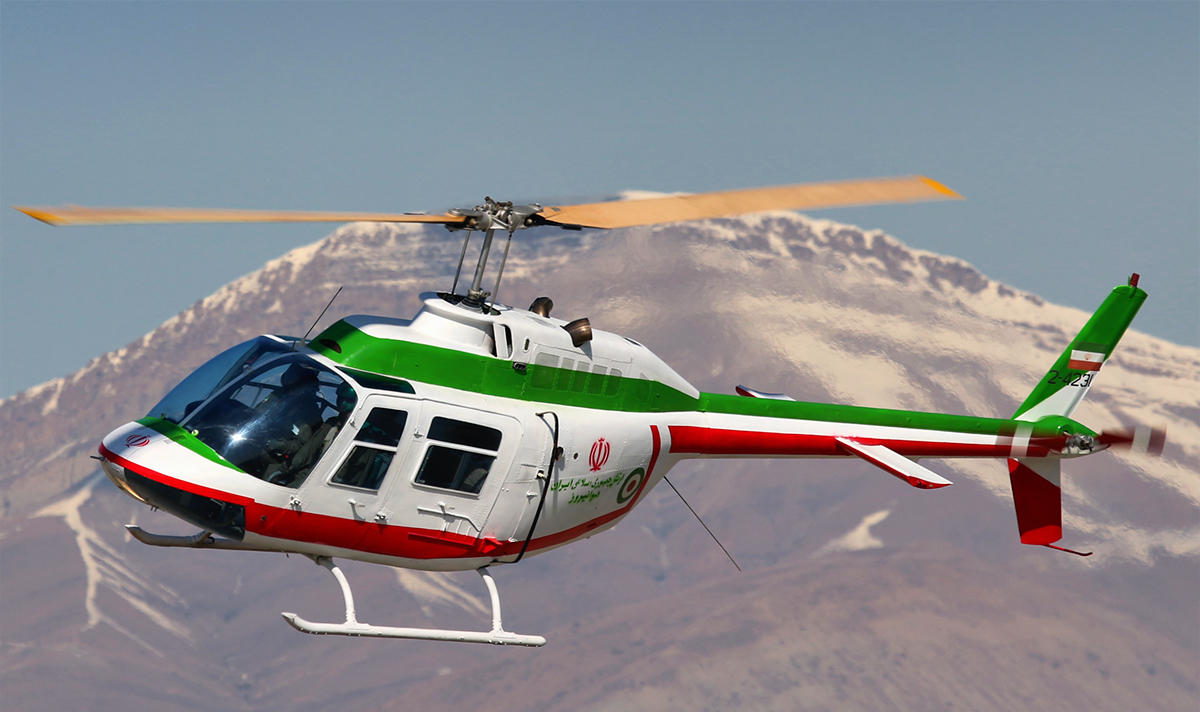
Íránský vrtulník Bell 206 nad Teheránem

Označení TwinRanger bylo poprvé využito v polovině 80. let, kdy byly postaveny prototypy stroje Bell 400 TwinRanger. Tento model však nikdy do sériové výroby nevstoupil.
V roce 1989 začala společnost Tridair Helicopters vyvíjet dvoumotorovou variantu, která vznikla z LongRangeru a získala označení Gemini ST. Prototyp vzlétnul 16. ledna 1991 a certifikace mu byla udělena v listopadu stejného roku. Certifikace se vztahovala na přebudování verzí 206L-1S, 206L-3 a 206L-4S na dvoumotorové Gemini ST. Na počátku roku 1994 byl stroj Gemini ST certifikován jako první stroj, který může létat jako jedno- i dvoumotorový ve všech fázích letu.
Společnost Bell začala také vyvíjet dvoumotorovou variantu modelu 206. Ten byl označen jako 206LT TwinRanger, vycházel z varianty 206L-4 a plně odpovídá modelu Gemini ST. Od ledna 1994 do roku 1997 bylo vyrobeno pouze 13 kusů 206LT. TwinRanger byl většinou ve výrobě nahrazován modernějším strojem Bell 427.

## Historie letů

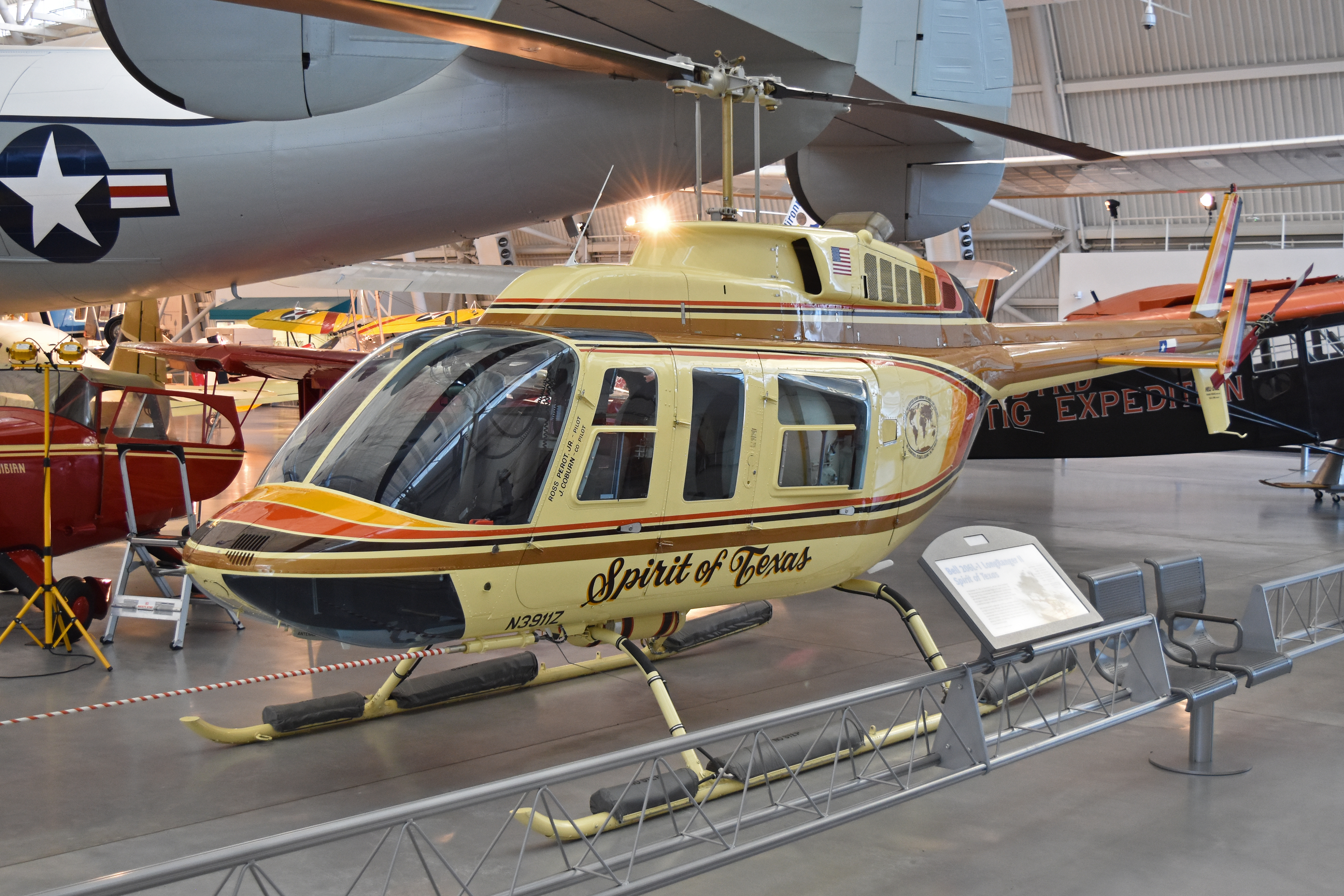
Bell 206L-1 LongRanger II Spirit of Texas jako první vrtulník uskutečnil cestu kolem světa. Stal se součástí expozice Steven F. Udvar-Hazy Center.

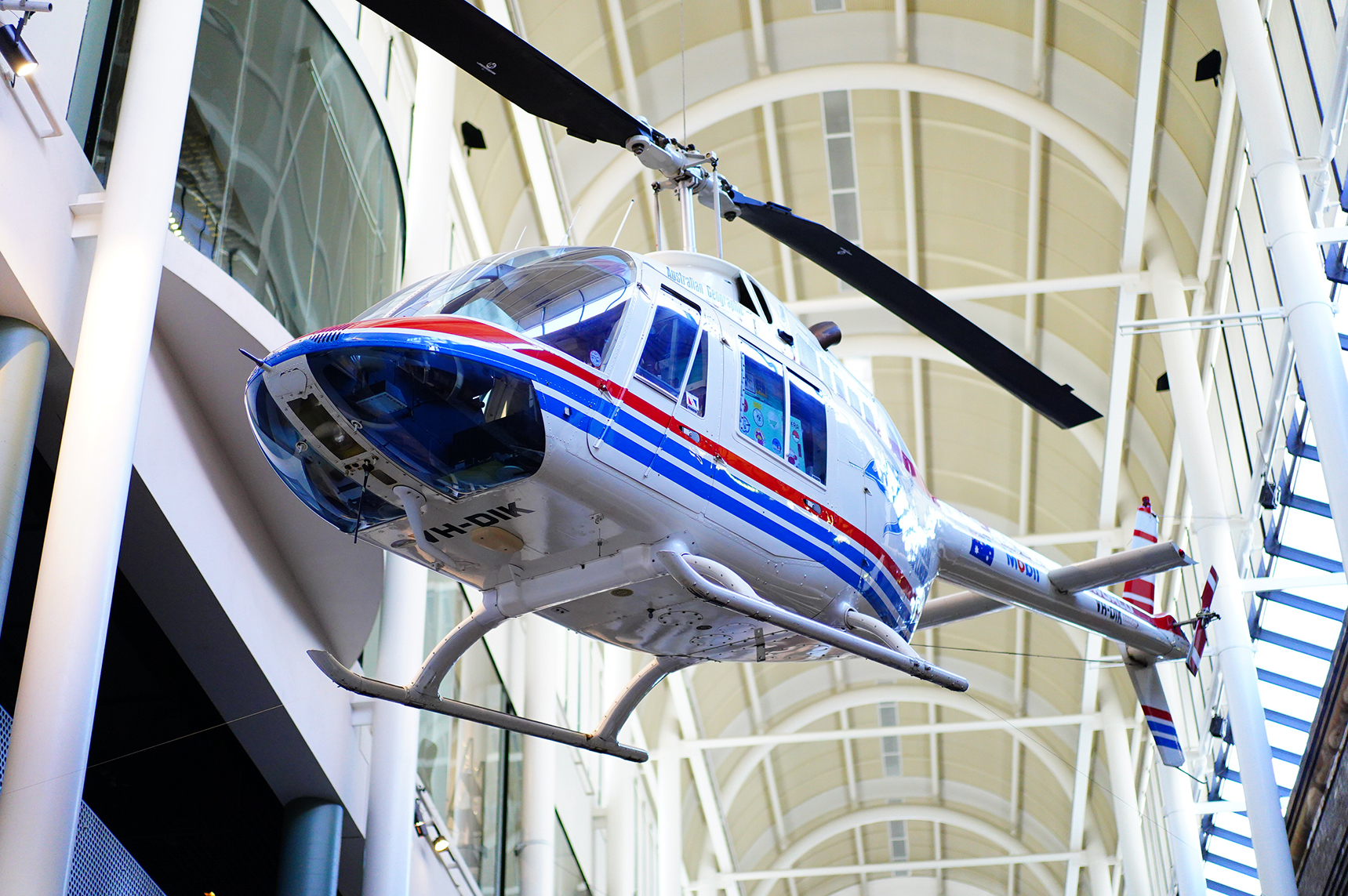
Bell 206B JetRanger III Australian Explorer vystavený v Powerhouse Museum v Sydney

První prototyp 206A vzlétnul 10. ledna 1966. JetRanger získal plnou certifikaci Federal Aviation Administration (FAA) 20. října téhož roku. Dodávky zákazníkům započaly 13. ledna 1967.
V roce 1968 zakoupilo námořnictvo Spojených států stroje 206A jako cvičné vrtulníky. Armáda Spojených států amerických zvolila nakonec stroje 206A i jako průzkumné vrtulníky. Ty byly označeny jako Bell OH-58 Kiowa.
Základní tvary ani design strojů 206 se od roku 1967 nezměnily, ale byla představena celá řada nových variant. V roce 1971 byl představen nový JetRanger II a v roce 1977 byla představena další modernizovaná varianta s označením 206B-3 JetRanger III. JetRanger je oblíbený vrtulník u televizních stanic pro zpravodajství. LongRanger je užíván pro potřeby letecké záchranné služby a jako transportní vrtulník.
Dne 1. září 1982 piloti H. Ross Perot Jr. a Jay Coburn vydali na cestu okolo světa ve vrtulnéku Bell 206L-1 LongRanger II Spirit of Texas. Cesta trvala celkem 29 dnů a tři hodiny. Jejich Bell 206L-2 se stal 30. září 1982 prvním vrtulníkem na světě, který cestu kolem světa absolvoval.
V období od 5. srpna 1982 do 22. července 1983 australský obchodník Richard Harold „Dick“ Smith jako první pilot na světě uskutečnil sólovou cestu kolem světa, v rámci které dokázal i první sólový přelet vrtulníkem přes Atlantský oceán. Celkem ustavil pět rekordů Mezinárodní letecké federace. Letěl ve vrtulníku Bell 206B JetRanger III (sériové číslo 3653, registrace VH-DIK), který pojmenoval Australian Explorer. Vzdálenost 51 914 kilometrů urazil za 352 dnů a 260 letových hodin. Během cesty tankoval palivo na kontejnerové lodi mezi Japonskem a Aleutskými ostrovy. Vrtulník Australian Explorer byl vystaven v Powerhouse Museum v Sydney.
Dne 22. července 1994 byl pokořen nový světový rekord v letu kolem světa. Pilot Ron Bower vzlétnul z Hurtsu v Texasu 24. června 1994 a vrátil se za 24 dní, 4 hodiny a 36 minut a 24 sekund. V průměru letěl rychlostí 35,62 uzlů (65,97 km/h). Jeho stroj byl vybaven přídavnou palivovou nádrží o objemu 91 litrů.

## Varianty

### Civilní verze

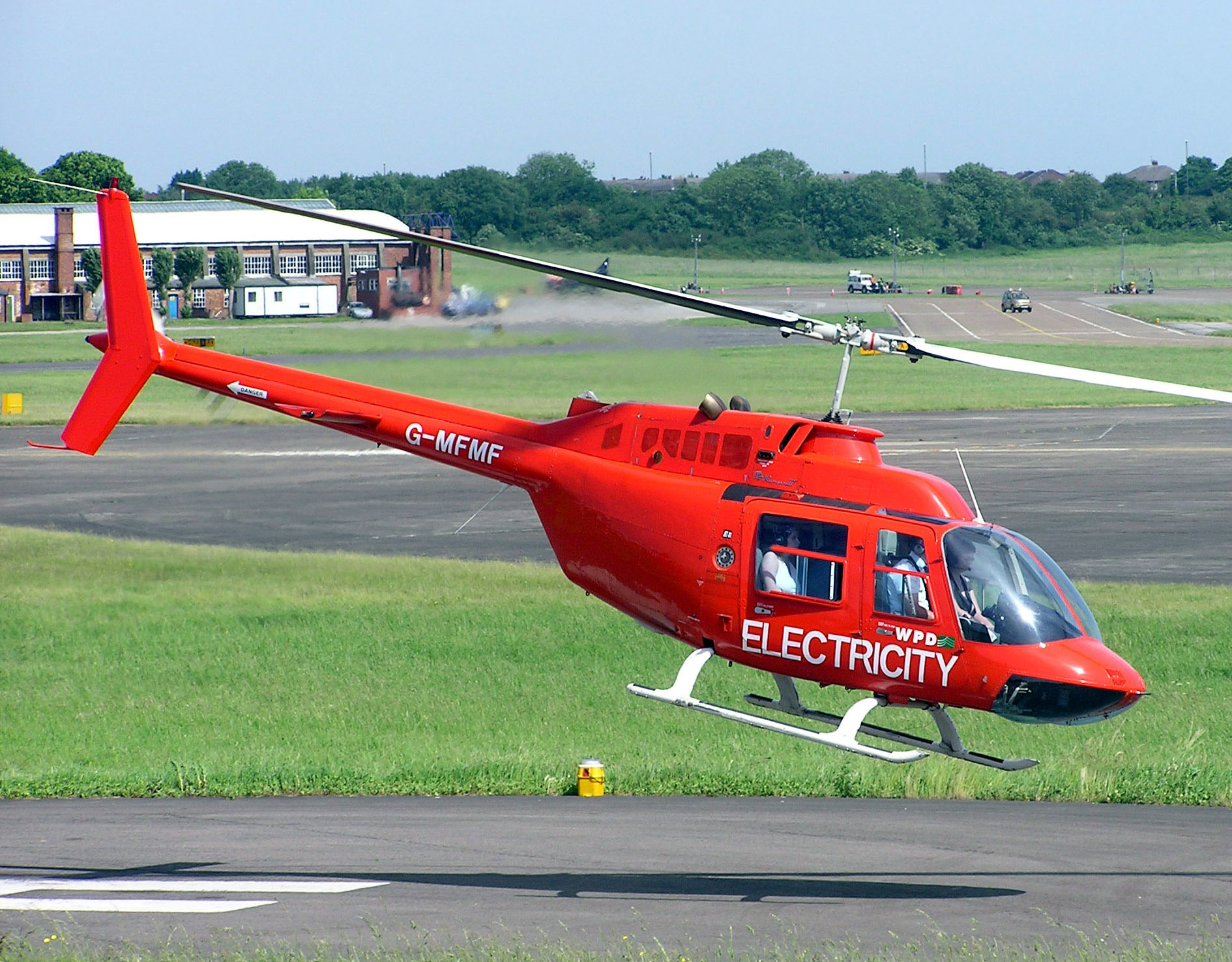
Bell 206B JetRanger III

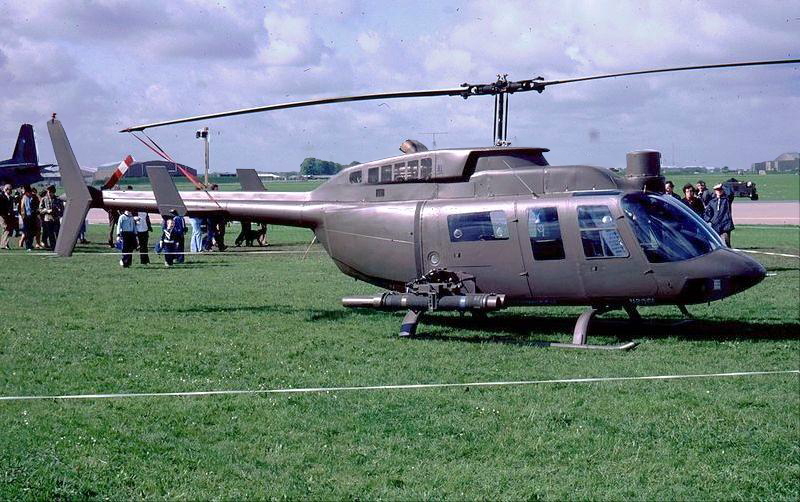
Bell 206L TexasRanger v roce 1981

- Bell 206: Pět prototypů strojů Bell YOH-4A.
- Bell 206A: Počáteční produkční verze poháněná motorem 250-C18. Certifikaci FAA získala v roce 1966. V roce 1968 byly vojenské varianty 206 vybrány americkou armádou a označeny jako Bell OH-58 Kiowa.
  - Agusta Bell 206A: Licenčně vyráběný stroj.
- Bell 206A-1: Verze Bell OH-58 Kiowa určená pro civilní certifikaci FAA.
  - Agusta-Bell 206A-1: Licenčně vyráběný stroj.
- Bell 206B: Modernizovaná verze s motorem 250-C20.[13]
  - Agusta-Bell 206B: Licenčně vyráběný stroj.
- Bell 206B-2: Verze 206B-2 obsahovala modernizované prvky varianty 206B-3 implementované do starší verze 206B.[13]
- Bell 206B-3: Modernizovaná verze poháněná motorem Allison 250-C20J, průměr rotoru byl zvětšen o 51 mm.[13]
- Bell 206L LongRanger: Prodloužená sedmimístná verze poháněná motorem Allison 250-C20B.
  - Agusta-Bell 206L LongRanger: Licenčně vyráběný stroj..
- Bell 206L-1 LongRanger II: Verze poháněná motorem Allison 250-C28.
  - Agusta-Bell 206B-1: Licenčně vyráběný stroj.
- Bell 206L-1+ LongRanger: Verze 206L-1 zahrnující modernější prvky varianty 206L-4, poháněná motorem Allison 250-C30P.
- Bell 206L-3 LongRanger III: Verze poháněná motorem Allison 250-C30P.
  - Agusta-Bell 206B-3 : Licenčně vyráběný stroj.
- Bell 206L-3+ LongRanger : Verze 206L-3 zahrnující modernější prvky varianty 206L-4.
- Bell 206L-4 LongRanger IV: Modernizovaná verze.
- Bell 407: Verze postavená na základě varianty 206L, disponovala čtyřlistým hlavním nosným rotorem.
- Bell 417: Modernizovaná verze stroje Bell 407, projekt byl ukončen.

### Vojenské verze

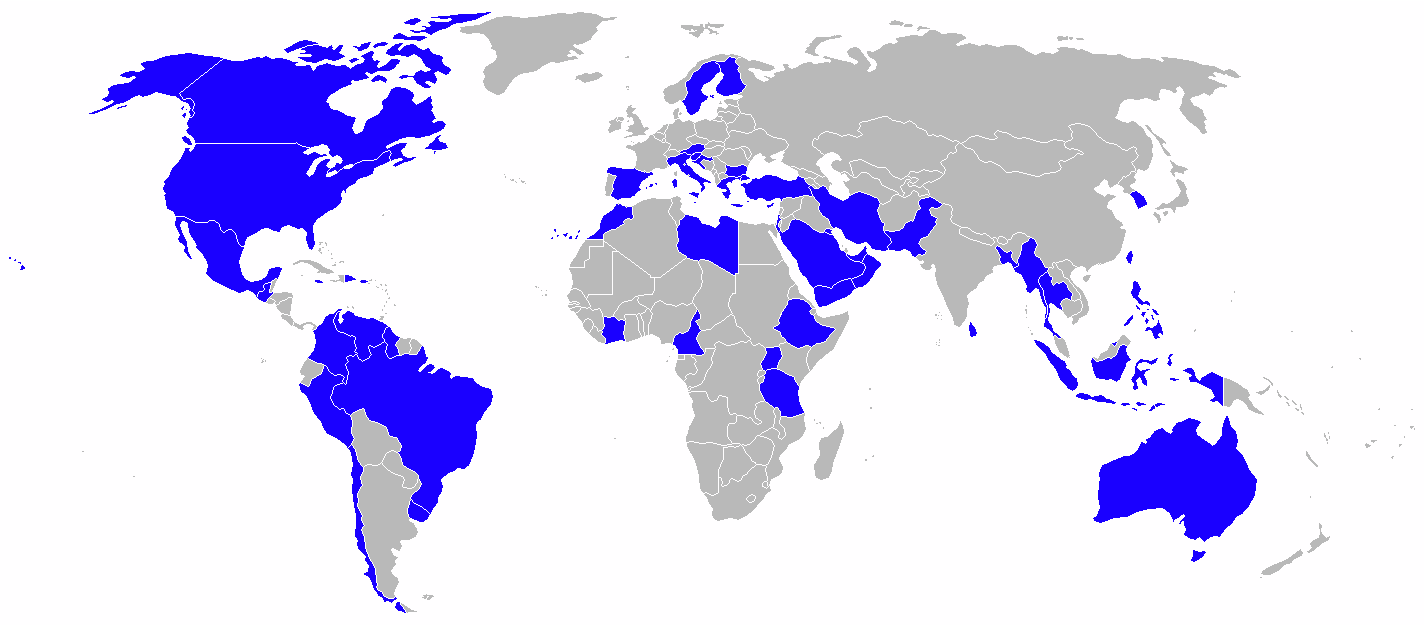
Mapa vojenských uživatelů (2006)

- Bell 206AS: Exportní verze pro Chilské námořnictvo.
- Bell CH-139 JetRanger: Kanadská vojenská verze stroje Bell 206B-3.
- Bell OH-58 Kiowa: Lehký průzkumný vrtulník, který nahradil stroje Hughes OH-6.
- TH-57A Sea Ranger: 40 komerčních strojů Bell 206A zakoupených americkým námořnictvem v roce 1968.
- 206L TexasRanger: Exportní vojenská verze postavená v roce 1981.
- TH-57B : 46 komerčních strojů Bell 206B-3, které v roce 1989 nahradily stroje TH-57A.
- TH-57C: 71 komerčních strojů Bell 206B-3 s upraveným kokpitem pro cvičné lety.
- TH-57D : Plánovaná modernizace verzí TH-57B a TH-57C.
- TH-67 Creek : 137 komerčních strojů Bell 206B-3.

## Vrtulníky Bell 206 v Česku

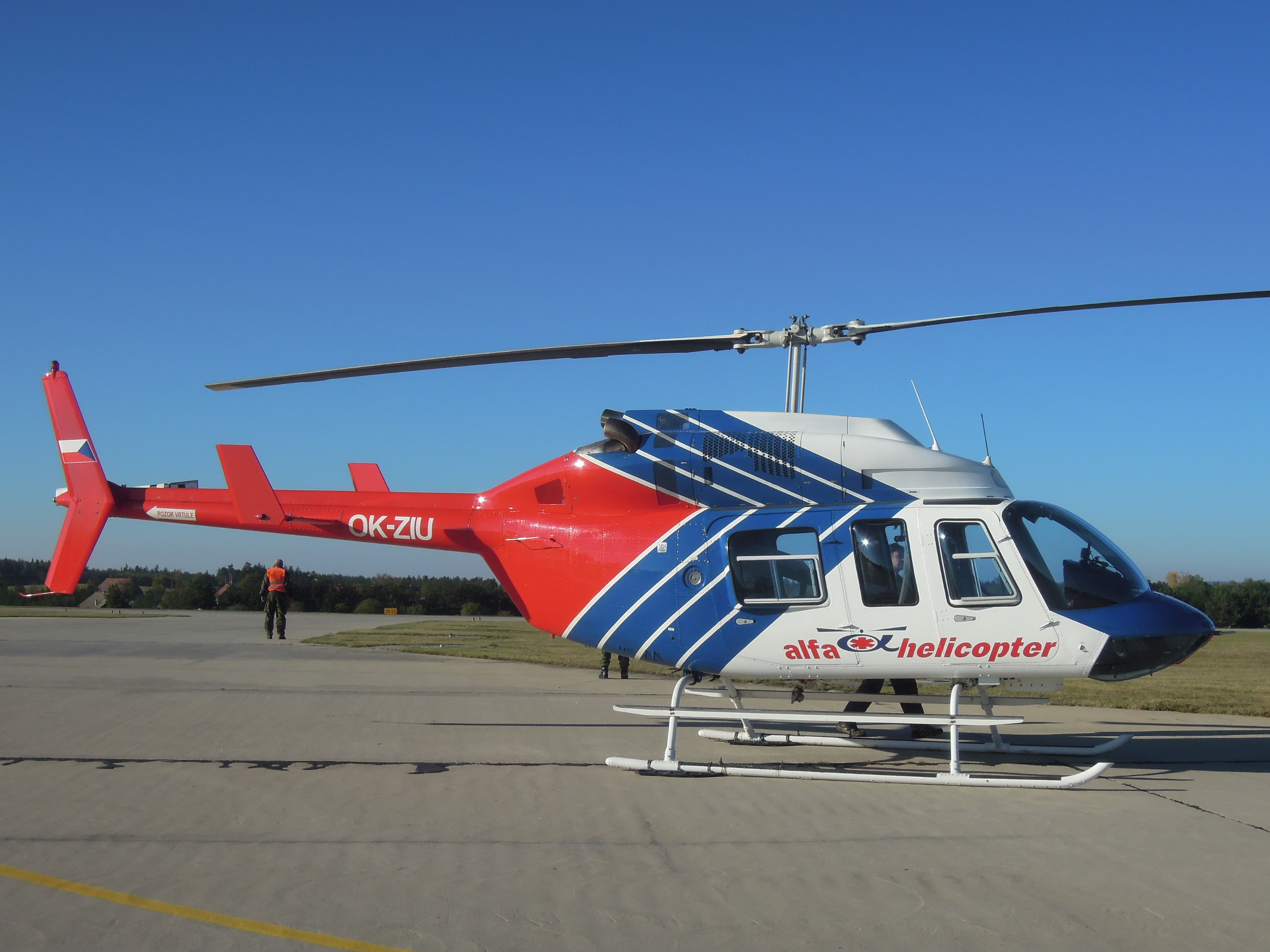
Vrtulník Bell 206L-4T TwinRanger společnosti Alfa Helicopter s imatrikulací OK-ZIU

Od 28. dubna 1991 byl v Československu předváděn vrtulník Bell 206L-3 Long Ranger z Německa. V roce 1992 vznikla společnost Alfa Helicopter, jejímž nosným programem se stal provoz letecké záchranné služby (LZS). Od roku 1987, kdy LZS v Československu zahájila činnost, sloužily na všech základnách staré vrtulníky Mil Mi-2. Od roku 1992 začaly být vrtulníky obměňovány a společnost Alfa Helicopter zvolila stroje Bell 206L-3 a Bell 206L-4. První stroj Bell 206L-3 (imatrikulace OK-WIO) sloužil od 12. dubna 1992 na základně LZS Kryštof 05 v Ostravě. Jeho provozovatelem společnost Alfa Helicopter ale nebyla. Ta získala první stroj 206L-3 (OK-WIR) 27. května 1992. Od roku 1992 sloužil jeden stroj (OK-WIP) také na Slovensku. 25. března 1993 je do služby nasazen již čtvrtý stroj (OK-XIS). Od roku 1994 slouží modernější Bell 206L-4 (OK-YIP). Bell 206L-4 byl posledním jednomotorovým strojem, který společnost Alfa Helicopter zakoupila. V roce 1996 je do služby zařazen dvoumotorový Bell 206L4T TwinRanger (OK-ZIU). Stroji byla později změněna imatrikulace na OM-ZIU a měl sloužit u LZS na Slovensku, ale byl opět zařazen do služby v České republice s novou imatrikulací OK-AHC. Od 3. listopadu 2010 má původní imatrikulaci OK-ZIU. Kromě něj sloužily u společnosti Alfa Helicopter stroje Bell 206L4T TwinRanger s imatrikulacemi OK-YIR a OK-AHD. Oba stroje byly při nehodách ztraceny. V současné době (2011) vlastní společnost Alfa Helicopter jeden stroj Bell 206L4T TwinRanger (OK-ZIU), ale již neslouží pro potřeby letecké záchranné služby. Veškeré stroje Bell 206 byly v Česku pro potřeby letecké záchranné služby nahrazeny modernějšími stroji Bell 427 a později vrtulníky Eurocopter EC 135.

### Seznam vrtulníků Bell 206 u LZS v Česku a na Slovensku
| Varianta               | Imatrikulace | Zařazen         | Vyřazen          | Poznámka              |
| Bell 206L-3            | OK-WIO       | 12. dubna 1992  |                  | v provozu v zahraničí |
| Bell 206L-3            | OK-WIR       | 27. května 1991 | 1. března 2004   | v provozu v zahraničí |
| Bell 206L-3            | OK-WIP       | 12. dubna 1992  |                  | v provozu v zahraničí |
| Bell 206L-3            | OK-XIS       | 25. března 1993 | 2006             | v provozu v zahraničí |
| Bell 206L-4            | OK-YIP       | 1994            | 2005             | v provozu v zahraničí |
| Bell 206L4T TwinRanger | OK-ZIU       | 1996            |                  | v provozu v Česku     |
| Bell 206L4T TwinRanger | OK-YIR       |                 | 3. května 2001   | stroj zničen          |
| Bell 206L4T TwinRanger | OK-AHD       |                 | 4. července 2009 | stroj zničen          |

## Specifikace (206B-3)

Třípohledový nákres modelu 206

### Technické údaje
- Posádka: 1 pilot
- Užitečná zátěž: 4 pasažéři
- Průměr rotoru: 10,16 m
- Délka trupu: 12,11 m
- Výška: 2,83 m
- Plocha rotoru: 81,1 m²
- Prázdná hmotnost: 777 kg
- Maximální vzletová hmotnost: 1451 kg
- Pohonná jednotka: 1× turbohřídelový motor Allison 250-C20J o výkonu 310 kW

### Výkony
- Maximální rychlost: 224 km/h (122 KIAS)
- Stoupavost u země: 6,9 m/s
- Praktický dostup: 4115 m
- Dolet: 693 km
- Poměr výkon/ hmotnost: 420 W/kg